# Coleophora ventadelsolella
Coleophora ventadelsolella é uma espécie de mariposa do gênero Coleophora pertencente à família Coleophoridae.